# Johanna Goekoop-de Jongh
Johanna Suzanna Goekoop-de Jongh (Kampen, 20 oktober 1877 – Breda, 25 november 1946) was kunsthistorica en archeoloog. Ze was een van de eerste vrouwelijke gepromoveerden in de kunstgeschiedenis ter wereld, een van de eerste vrouwen met een aanstelling aan een Nederlandse rijksuniversiteit en de eerste vrouwelijke privaatdocent aan de Universiteit Utrecht.

## Leven en loopbaan
Johanna de Jongh werd geboren op 20 oktober 1877 in Kampen. Haar oom Gerret Pieter Rouffaer, die onder meer de architectuur van Indonesië bestudeerde, liet haar kennis maken met kunst en cultuur. Ze studeerde klassieke filologie in Leiden en archeologie en kunstgeschiedenis aan de École du Louvre in Parijs. In 1903 promoveerde ze cum laude aan de Berlijnse Friedrich-Wilhelm Universität bij de gerenommeerde Heinrich Wölfflin, op de dissertatie Holland und die Landschaft. Als buitenlandse was deze route voor haar makkelijker dan voor de Duitse studentes. Hierdoor werd ze in Berlijn de eerste vrouwelijke doctor in de kunstgeschiedenis.
Vervolgens, in 1904, werd ze op haar eigen initiatief de eerste vrouwelijke privaatdocent aan de Universiteit Utrecht, waar het bestuur potentie zag in kunstgeschiedenis als wetenschappelijke discipline (in 1907 werd Willem Vogelsang de eerste hoogleraar). Ze publiceerde onder meer over Jan van Eyck, over Rembrandts Nachtwacht en over de gebrandschilderde glazen in de Sint-Janskerk in Gouda. Ze werd een naaste collega van Abraham Bredius en een van haar studenten was Elisabeth Neurdenburg, die later de eerste vrouwelijke hoogleraar kunstgeschiedenis in Nederland zou worden.
Curieus (maar gezien de tijdgeest niet uniek) was haar bewondering voor de proto-fascistische filosoof Gerard Bolland, die ze prees in een brief aan Lodewijk van Deyssel.
Toen Johanna in het huwelijk trad met mr. Adriaan Goekoop (1859-1914) moest ze haar functie als privaatdocent opgeven. Zij kregen kort na elkaar drie kinderen: Cornelis (1906-1968), Johanna (1907-onbekend) en Adriaan (1908-1977).

## Archeologie
Adriaan Goekoop was een welgestelde amateurarcheoloog die opgravingen sponsorde op verschillende Griekse eilanden om het homerische  Ithaka te ontdekken. Na zijn dood in 1914 zette Johanna deze archeologische onderzoekingen met veel enthousiasme voort, opererend onder de naam van de Adriaan Goekoop Stichting. De stichting stelde grote sommen geld beschikbaar voor opgravingen in Griekenland en Italië. Goekoop onderhield contacten met Italiaanse archeologen als Giulio Jacopi en betaalde campagnes in onder meer de grotten van Sezze en Itri, op Ischia, in Artena, op de Circeo, in Palermo en bij Satricum. 
Van 1931 tot 1935 financierde zij het onderzoek op het eiland Kefalonia, door de Griekse archeoloog Spyridon Marinatos. In 1933 publiceerde ze een boek over de theorie dat het paleis beschreven in de Odyssee op dit eiland te vinden moest zijn. Ze deed zelf enkele archeologische ontdekkingen in Palermo en verbleef grote delen van het jaar in Italië. Ze toonde enthousiasme voor het bewind van Benito Mussolini, aan wie ze op eigen verzoek werd voorgesteld in het Palazzo Venezia in Rome.
Een deel van haar vondsten schonk ze als studiecollectie aan de Universiteit Utrecht. Vanaf 1921 vormden kunstgeschiedenis en archeologie namelijk een gezamenlijke studierichting en de archeologische collectie zou tot in de oorlog deel blijven uitmaken van de didactische verzameling van het Kunsthistorisch Instituut.
Ook probeerde Goekoop-De Jongh een leerstoel voor klassieke archeologie aan de Rijksuniversiteit Groningen in te stellen. Ze wilde dat de door haar gefinancierde opgravingen een wetenschappelijk kader kregen aan de universiteit waar haar twee zoons studeerden. Van 1931 tot 1933 maakte het door haar ingestelde Adriaan Goekoop Fonds het mogelijk om een bijzonder hoogleraar archeologie van Griekenland en Voor-Azië aan te stellen, te weten de jonge Italiaanse archeoloog graaf Ranuccio Bianchi Bandinelli (1900-1975).
In 1904 werd Goekoop-De Jongh benoemd tot lid van de Nederlandse Oudheidkundige Bond, in 1910 tot lid van het Provinciaal Utrechts Genootschap van Kunsten en Wetenschappen en in 1938 tot erelid van de Atheense Archeologische Vereniging.

## Catshuis en Essenburgh
Vanaf 1920 restaureerde Goekoop-De Jongh het Haagse Catshuis en in 1929 kocht en renoveerde ze Kasteel De Essenburgh in Hierden. in de laatste jaren van haar leven onderhield zij contact met Ida Gerhardt, die een vertaling van Vergilius' Georgica mede aan haar opdroeg. Op 25 november 1946 overleed ze in Breda en werd begraven in haar geboorteplaats Kampen. Ida Gerhardt dichtte bij haar graf:
Hier rust en heeft haar vrede in Hollands grond
wie ge eer beweest maar, Holland, nooit verstond.
het Hollands landschap was haar ogenlicht;
haar dood: dat gij het onherstelbaar schond.

## Publicaties
- Holland und die Landschaft : inaugural-dissertation zur Erlangung der Doctorwürde von der philosophischen Facultät der königl. Friedrich-Wilhelms-Universität zu Berlin, genehmigt und nebst den beigefügten Theses am 17. Januar 1903. Berlin : Druck von E. Ebering, [1903].
- Het Hollandsche landschap in ontstaan en wording. 's Gravenhage: Mart. Nijhoff, 1903.
- Kunstgeschiedenis als vak van onderwijs : rede uitgesproken bij het openen harer lessen als privaat-docent in de Kunstgeschiedenis aan de Rijksuniversiteit te Utrecht op Vrijdag 29 Januari 1904, Den Haag: Nijhoff, 1904.
- ‘Een oude tronie van Van Eyck’, Onze Kunst. Jaargang 5 (1906).
- ‘Een Rembrandtianum', Onze Kunst. Jaargang 6 (1907).
- 'Rembrandt en Lastman', Bulletin van den Nederlandschen Oudheidkundigen Bond 8 (1907), pp. 40-42.
- 'Praehistorische grafheuvels op de Renkumsche heide', Bulletin van den Nederlandschen Oudheidkundigen Bond, tweede serie 5 (1912), pp. 23-31.
- 'De man met het vergrootglas', in: Feest-bundel, Dr. Abraham Bredius aangeboden den achttienden april 1915, pp. 53-60.
- La Nésos Homérique. Groningen 1933.
- Publicaties van en over Johanna de Jongh in de DBNL[10]
- Johanna de Jongh in het RKD.[11]

- Biografisch Portaal: 32563857
- Digitale Bibliotheek voor de Nederlandse Letteren: jong317
- Gemeinsame Normdatei: 129362085
- International Standard Name Identifier: 0000 0000 8309 9974
- Library of Congress Control Number: n2003089318
- Nationale Bibliotheek van Israël: 987007287629005171
- RKD-Nederlands Instituut voor Kunstgeschiedenis: 369306
- Virtual International Authority File: 112520389